# Bouvier des flandres
Bouvier des flandres är en hundras som härstammar från belgiska och franska Flandern. Dess traditionella användning är som boskapshund. Namnet betyder boskapshund från Flandern.

## Historia
Den hör till en typ av stora boskapshundar med månghundraåriga anor i Europa och ursprungligen användes också rasen som boskapsfösare, gårdshund och som drag- och vakthund. De visades på hundutställning första gången 1910 i Gent. Då fanns fyra typer av belgiska boskapshundar. Förutom bouvier de flandres och bouvier des ardennes som också finns kvar som ras, även Bouvier Pikhaar eller Bouvier Moerman samt Bouvier Briarde. Det uppstod en strid om vilka typer man skulle satsa på, det slutade med att Bouvier Briarde försvann som ras medan Bouvier Pikhaar slogs samman med bouvier des flandres. 1912 skrevs rasstandarden.
Under första världskriget togs hundarna i anspråk av armén som bevakningshund och rapporthund. Kriget gick hårt åt Flandern och rasen decimerades svårt, men man lyckades restaurera den under mellankrigstiden.

## Egenskaper
Bouvier des flandres har en unik teknik som vallhund; den driver djuren i rätt riktning genom att knuffa dem. När jordbruket senare moderniserades förlorade dessa hundar mycket av sina ursprungliga uppgifter och rasen används numera främst som sällskapshund, bruks- och tjänstehund samt som vakthund.
Den uppvisar också goda egenskaper som skydds- och polishund och den är även användbar som spår- och rapporthund, då den är intelligent, har god fysik och gott spårsinne. För att bli utställningschampion måste bouvier des flandres ha meriter från bruksprov, tjänstehundscertifikat eller från draghundstävlingar.

## Utseende
Bouvier des flandres är en stor, atletisk, kraftfull och kompakt hund med ett karakteristiskt kort ländparti. När hunden var tre dagar gammal brukade man kupera svansen, och ibland öronen. Detta gjordes för att vargarna inte skulle få tag där.